# Биофидбек терапија
Биофидбек терапија (енгл. biofeedback therapy) је безболна, неинвазивна техника примене биофидбек тренинга, којим се пацијент обучава да контролише одређене телесне физиолошке и мождане процесе који нису под контролом наше воље, као што је функција мозга, ритам рада срца, тонус глатких мишића, температура итд. Тако је нпр. биофидбек ЕЕГ мозга — неурофидбек. 
Назив за ову врсту терапије потиче из енглеског језика biofeedback therapy што у преводу значи терапија повратним информацијама — о физиолошким функцијама.

## Историја
Технологије релаксације датирају још из библијских времена, а бројни физиотерапеути и њихови претходници деценијама уназад су користили биофидбек уз помоћ својих руку као сензора.
Први биофидбек уређаји за третман уринарнеинконтиненције датира из 1940-их година, а коришћени су и уређаји за рехабилитацију нарушене функције мишића, чија је активност праћена на осцилоскопима.
Савремена биофидбек тарапија започела је шездесетих година 20. века (1961. године од стране Нил Милера) који је биофидбек користио да би описао лабораторијске процедуре у експерименталним истраживањима, попут промене активности мозга, крвног притиска, пулса и других телесних функција, које обично нису вољно контролисане.
У почетном историјском раздобљу научници су се надали да ће доћи дан када ће успети да остваре већу контролу над нашим телом, и да ћемо снагом воље присилити наше тело да ради под контролом наше воље. Неки су ишли толико далеко да су сматрали да ће биофидбекомогућити престанак лечења лекова, који често изазивају нежељена дејства.
Данас се многи научници слажу да су такве велике наде нереалне. Истраживања су показала да биофидбек може помоћи у лечењу многих болести и болних стања, јер ћовек може имати већу контролу над невољним физичким функцијама него што се првобитно мислило да је могуће. Мешутим како природа ограничава обим такве контроле, научници сада покушавају да одреде колико тачно вољну контролу можемо да користимо у лечењу.
У будућности се предвиђа још шира примена биофидбека, јер се сваки дан повећава број болести и поремећаја везаних за стрес, а бифидбек се показао као одличан начин за третирање таквих проблема. Примена биофидбека у спорту, образовању и психологији, такође је постала сваким даном све више распрострањена, а уз примену савременијих сензора свакако треба очекивати и појаву нових начина примене.

## Општа разматрања
Биофидбек као терапија тренингом у свету се примењује више од педесет година. Она се може сматрати посебним обликом бихевиоралне терапије, иако њена сврха није промена понашања, него стварање одређених стања или утицаја на рад неких унутрашњих органа. Биофдбек је на неки начин и потеко од бихевиоралиста, који су експериментално проучавали различите врсте учења, од који је вероватно најпознатији класично условљавање. Овим експериментима отворене су могућности утицања на биолошке процесе у телу, на којима се и заснива биофидбек терапија.
Бројне студије, на глобалном нивоу показале су да је биофидбек изузетно корисна техника која се може применити како у лечењу деце и адолесцената тако и у лечењу одраслих, због објективности њених резултата.
Биофидбек терапија, није класичан облик лечења већ процес учења кроз континуирано тренирање „налик учењу било ког спорта или нове вештине”, само што се у овом случају тренингом пружа могућност да пацијент упозна неке од функција сопственог тело и ум, да схвати на који начин оно реагује у различитим ситуацијама и да научи да их контролише. Према томе кад иофидбек терапијом то савлада омна постиже значајно унапређује здравље и ефикасност уклањају тегобе. Наиме када је особа под утицајем стреса, њени унутрашњи процеси као што је нпр. крвни притисак постају вема активни (осцилирајући). У таквим условима особа вођена биофидбек терапеутом може научити како смањити крвни притисак техником релаксације и менталним вежбама. Када се особа успешно опусти и снизи крвни притисак, повратни биофидбек сигнали показују да је пацијент у томе успео, што делује као охрабрење и потврда његовог континуираног напора.
Научници и даље не могу тачно да објасне како функционише биофидбек, иако постоји бар један општа карактеристика да биофидбек користи већина људи који имају проблеме изазване стресома. Из тог разлога, многи оистраживачи верују да је релаксација у основи успеха биофидбек терапије.

## Циљеви биофидбек терапије
Како током читавог живота човек учи из повратних информација, које га усмеравају како и на који начин нешто да ради тако и биофидбек терапија има за циљ да се особа са одређеним тегобама научи да контролише нарушене процесе који су под контролом воље, чак и она када она није способна да артикулише како је стекла то знање, и на тај начин устаљени образац функционисања замени новим, жељеним и адекватним.
Како се ове активности могу регистровати електродама и бележити на папиру, односно евалуирати на монитору, могу се користитити за праћење одређених функција у организму, и израду плана наредних биофидбек третмана у циљу постизања оптималних резултата, или се презентују пецијенту (родитељу ако се ради о дететету).
Монитор корисник представља неку врсту повратних информација о унутрашњим процесима у његовом телу, тако да онда та особа може научити како користити те информације да преузме контролу над тим „невољним процесима”.
Ефикасност терапије биофеедбацк је још већа у комбинацији са другим техникама релаксације и когнитивне терапије. Посебно је утврђена ефикасност у лечењу многих поремећаја повезаних са стресом.
Добре стране
Неке од главних предности биофеедбек терапије су:
- Смањивање или потпуна елиминација лекова у терапији
- Подршка пацијенту у ситуацијама када лекови не помажу
- Ставља пацијента у позицију да управља сопственим лечењем, пратите свој напредак и учење
- Смањење трошкова лечења
- Нема нежељених ефеката

## Врсте биофидбека
Многи различити облици биофидбека који се тренутно користе у клиничком окружењу укључују:

### Електромиограф
Електромиограф (ЕМГ) користи површинске електроде за откривање мишићних акционих потенцијала из скелетних мишића који иницирају контракцију мишића. Клиничари снимају површински електромиограм користећи једну или више активних електрода које су постављене преко циљаног мишића и референтне електроде која је постављена унутар шест инча од било оје активне електрода. Површински електромиограм се мери у микроволтима (милионитим деловима волта).
Поред површинских електрода, клиничари такође могу да убаце жице или игле интрамускуларно да би снимили ЕМГ сигнал. Иако је ово болније и често скупо, сигнал је поузданији јер површинске електроде преузимају унакрсни одговор из оближњих мишића. Употреба површинских електрода је такође ограничена на површне мишиће, што интрамускуларни приступ чини корисним за добијање сигнала из дубљих мишића. Електрична активност коју покупе електроде бележе се и приказује на исти начин као и оне са површинске електроде. Пре постављања површинских електрода, кожа се обрије, очисти и ексфолира да би се добио најбољи сигнал. Сирови ЕМГ сигнали личе на шум чији напон флуктуира; стога се нормално обрађују на три начина: исправљањем, филтрирањеем и интеграцијом скигнала. Ова обрада омогућава добијање уједињеног сигнала који се затим може упоредити са другим сигналима користећи исте технике обраде.
Биофидбек терапеути користе ЕМГ биофеедбак када лече:
- анксиозност и забринутост,
- хронични бол,
- поремећај повезан са рачунаром,
- есенцијалну хипертензију,
- главобољу (мигрена, мешана главобоља и главобоља тензионог типа),
- бол у доњем делу леђа,
- физичку рехабилитацију (церебрална парализа, непотпуне лезије кичмене мождине , и мождани удар),
- дисфункција темпоромандибуларног зглоба,
- тортиколис,
- анална инконтиненција,
- уринарна инконтиненција и бол у карлици.

Физиотерапеути такође користиле ЕМГ биофеедбек за процену активације мишића и пружање повратних информација пацијентима.

### Електроенцефалограф
Електроенцефалограф (ЕЕГ) мери електричну активацију мозга са места на кожи главе који се налазе изнад људске коре (кортекса) мозга. ЕЕГ показује амплитуду електричне активности на сваком кортикалном месту, амплитуду и релативну снагу различитих таласних облика на сваком месту, и степен до којег се свако кортикално место активира у спрези са другим кортикалним местима (кохерентност и симетрија).
ЕЕГ користи електроде од племенитих метала за детекцију напона између најмање две електроде које се налазе на скалпу. ЕЕГ бележи и ексцитаторне постсинаптичке потенцијале (ЕПСП) и инхибиторне постсинаптичке потенцијале (ИПСП) који се углавном јављају у дендритима у пирамидалним ћелијама смештеним у макроколумнама, неколико милиметара у пречнику, у горњим слојевима кортекса. Неурофидбек прати и споре и брзе кортикалне потенцијале.
Спори кортикални потенцијали су постепене промене мембранских потенцијала кортикалних дендрита које трају од 300 мс до неколико секунди. Ови потенцијали укључују контингентну негативну варијацију (КНВ), потенцијал спремности, потенцијале везане за кретање  и потенцијале П300 и Н400.
Брзи кортикални потенцијали се крећу од 0,5 Хз до 100 Хз.  Главни фреквентни опсези укључују делта, тета, алфа, сензомоторни ритам, ниску бета, високу бета и гама активност. Прагови или границе које дефинишу опсеге фреквенција значајно варирају међу професионалцима. Брзи кортикални потенцијали могу се описати њиховим преовлађујућим фреквенцијама, али и од тога да ли су синхрони или асинхрони таласни облици. Синхрони таласни облици се јављају у правилним периодичним интервалима, док су асинхрони таласни облици неправилни.
Синхрони делта ритам се креће од 0,5 до 3,5 Хз. Делта је доминантна фреквенција од 1. до 2. године, а код одраслих је повезана са дубоким сном, критичним за памћење, когницију, одржавање сна и ментално здравље. Поремећаји који ометају сан као што су несаница, трауматске повреде мозга, опструктивна апнеја у сну и друга неуропсихијатријска стања такође су повезани са делта ритмом.
Синхрони тета ритам се креће од 4 до 7 Хз. Тета је доминантна фреквенција код здраве мале деце и повезана је са поспаношћу или почетком спавања, РЕМ спавањем, хипнагошким сликама (интензивне слике које се доживљавају пре почетка спавања), хипнозом, пажњом и обрадом когнитивних и перцептивних информација.
Синхрони алфа ритам се креће од 8 до 13 Хз и дефинисан је својим таласним обликом, а не фреквенцијом. Алфа активност се може приметити код око 75% будних, опуштених особа и замењена је десинхронизованом бета активношћу ниске амплитуде током кретања, сложеног решавања проблема и визуелног фокусирања. Овај феномен се назива алфа блокада.
Синхрони сензомоторни ритам (ССР) креће се од 12 до 15 Хз и налази се изнад сензомоторног кортекса (централни сулкус). Сензомоторни ритам је повезан са инхибицијом покрета и смањеним тонусом мишића.
Бета ритам се састоји од асинхроних таласа и може се поделити на ниске бета и високе бета опсеге (13–21 Хз и 20–32 Хз). Ниска бета је повезана са активацијом и фокусираним размишљањем. Висока бета је повезана са анксиозношћу, хипербудношћу, паником, врхунским перформансама и бригом.
ЕЕГ активност од 36 до 44 Хз се такође назива гама активност, која је повезана са перцепцијом значења и медитативном свешћу.
Неуротерапеути користе ЕЕГ биофидбек када лече:
- зависност,
- поремећај пажње и хиперактивност (АДХД),
- сметње у учењу,
- поремећаје анксиозности (укључујући бригу,
- опсесивно-компулзивни поремећај и посттрауматски стресни поремећај),
- депресију,
- мигрену,
- генерализоване нападе.

### Термометар са повратном информацијом
Термометар са повратном спрегом детектује температуру коже помоћу термистора (отпорника осетљивог на температуру) који је обично причвршћен на прст или ножни прст и мери се у степенима. Температура коже углавном одражава пречник артериола. Загревање и хлађење руку се производе посебним механизмима, а њихово регулисање укључује различите вештине. Загревање руку укључује вазодилатацију артериола коју производи бета-2 адренергички хормонски механизам. Ручно хлађење укључује вазоконстрикцију артериола узроковану повећаним активирањем симпатичких Ц-влакна.
Биофеедбак терапеути користе температурни биофидбек када лече:
- хронични бол,
- едем,
- главобољу (мигрена и главобоља тензионог типа),
- есенцијалну хипертензију,
- Рејноова болест,
- анксиозност и стрес.

### Електродермограф
Електродермограф (ЕДГ) мери директно електричну активност коже (проводљивост коже и потенцијал коже) и индиректно (отпор коже) помоћу електрода постављених преко прстију или шаке и зглоба. Усмерени одговори на неочекиване стимулусе, узбуђење и забринутост и когнитивна активност могу повећати активност екриних знојних жлезда, повећавајући проводљивост коже за електричну струју.
У проводљивости коже, електродермограф намеће неприметну струју преко коже и мери колико лако она путује кроз кожу. Када анксиозност подиже ниво зноја у знојном каналу, проводљивост се повећава. Проводљивост коже се мери у микросименсу (милионити део сименса). У потенцијалу коже, терапеут поставља активну електроду преко активног места (нпр. палмарну површину шаке) и референтну електроду преко релативно неактивног места (нпр. подлактице). Потенцијал коже је напон који се развија између екриних знојних жлезда и унутрашњих ткива и мери се у миливолтима (хиљадитим деловима волта). У отпору коже, који се такође назива галвански одговор коже, електродермограф намеће струју преко коже и мери количину опозиције на коју наилази. Отпор коже се мери у кΩ (хиљаду ома).
Биофидбек терапеути користе електродермални биофидбек када:
- лече анксиозне поремећаје,
- хиперхидрозу (прекомерно знојење)
- стрес.

Електродермални биофидбек се користи као додатак психотерапији како би се повећала свест клијената о њиховим емоцијама. Поред тога, електродермалне мере су дуго служиле као један од централних алата у полиграфији.

### Акцелерометар
Акцелерометар  мери вибрацију, односно убрзање кретања структуре, Под утицајем сила изазваних вибрацијом настаје промена кретања (убрзање) које узрокује да маса „стисне“ пиезоелектрични материјал који производи електрични набој који је пропорционалан сили на коју се делује.
Ограничења за апликације биофидбека углавном леже на терапеуту. С обзиром на добро разумевање основних принципа терапије у комбинацији са клиничким разумевањем проблема пацијената, постоји много нових примена за терапију.

### Реоенцефалографија
Реоенцефалографија (РЕГ), или биофидбек протока крви у мозгу, је биофидбек техника свесне контроле крвотока. Електронски уређај који се зове реоенцефалограф користи се за биофидбек протока крви у мозгу. Електроде су причвршћене за кожу на одређеним тачкама на глави и омогућавају уређају да непрекидно мери електричну проводљивост ткивних структура које се налазе између електрода. Техника крвотока мозга заснива се на неинвазивној методи мерења биоимпедансе. Промене у биоимпеданси се генеришу запремином крви и протоком крви и региструју се помоћу реографског уређаја. Пулсативне промене биоимпедансе директно одражавају укупан проток крви у дубоким структурама мозга на основу високофреквентних мерења импедансе.

### Хемоенцефалографија
Хемоенцефалографија или биофидбек ХЕГ   је функционална инфрацрвена техника снимања. Као што њено име описује, он мери разлике у боји светлости која се рефлектује кроз кожу главе на основу релативне количине оксигенисане и неоксигенисане крви у мозгу. Истраживања настављају да утврђују његову поузданост, валидност и клиничку применљивост. ХЕГ се користи за лечење АДХД-а и мигрене, као и за истраживање.

## Начин рада
У биофидбек терапији примењују се разне технике, али основна је она која се зансива на спајању GSR уређаја на врх прста пацијента. Тако се мери главански отпор коже или количина излученог зноја у минути. Што је пацијент више напет више је зноја на кожи. Како се пацијент смирује, зноја има све мање
Електроде које се стављају на кожу су спојене са уређајем који претвара електричне величине у облик погодан за праћење, као што су светлосни или звучни сигнали. При раду уређај се може подесити тако да је звук умереног интензитета у почетку терапије. Како уређај открива више зноја, већа је напетост пацијента, а звук постаје гласнији. Ако се особа смири она се мање зноји, звук постаје тиши и коначно нестаје.
Током третмана обично се особи повезаној са уређајем за биофидбек каже да покуша снагом воље да искључи звук или светлост. Како особа нема идеју шта да ради, он или она ће почети са експериментисањем како би зауставили „узнемирујући звук”. Ако пацијент нпр. напне своје мишиће, схватиће да је звук постао гласнији, као и да звук постаје тиши када се смири и опусти мишиће. Тако се након више покушаја особа смири, а звук не нестаје сасвим, већ постаје све тиши.
Пацијенту се саветује да потом почне да се доводи у различита стања ума за које верује да ће њима постићи циљ. При томе треба имати у виду постоји кашњење од неколико секунди између сензације и звука, јер је потребно дуже време да се зној појави на кожи, што ће омогућити пацијенту да довољно рано сазна да ли уређај реагује на оно што жели. Пацијент потом покушава другим стањем ума, замишљајући различите сцене, људе, боје, да измени звучни сигнал. У тим покушајима пацијент одједном открива да је звук нестао, и почне да ментално проучава како је дошао у то стање. И обично у том истраживању пацијент успева да поново себе доводе у то стање.
Терапеут ће потом подесити уређај на већу осетљивост. Другим речима, звук ће се чути када се открију мање количине зноја.
Након неколико терапија пацијенти ће вероватно научити како да контролише стрес и процес се наставља све док се не постигне задовољавајући ниво опуштања. Једном када особа разуме како да то уради уз помоћ уређаја, он може да пронађе начин и да научну радњу уз помоћ технике биофидбека оствари и без уређаја.
Иста техника може се користити за учење неке особе како да загреје руке (нпр када жели да научи како да контролишу мигрену). У овом случају, уместо мерења знојења, мери се телесна температура коже. Особа током третмана треба да замишља нешто за шта сматра да јој помаже у купирању мигреничног напада. Кроз праксу је утврђено да неки људи током биофидбек тренинга не само да могу повећати телесну температуру једне руке, већ такође могу учинити да један део длана постане топлији од суседног.

### Трајање и број терапија
Биофидбек терапија обично траје 40—60 минута. Број недељних терапија и трајање тренинга зависе од стања пацијента и напретка који се остварује током тренинага. По правилу, терапија не би требало траје дуже од 15 третмана.
Најважнији део тренинга је да се пацијент научи како да све све сазнајне поступке примени у свакодневном животу без помоћи биофидбек уређаја.

## Намена и индикације
Биофидбек се користи у медицини, спорту и психологији за:
- дијагнозу здравствених проблема,
- лечење здравствених проблема.
- здравствену едукацију становништва,
- едукација и лечење спортиста (у спортској медицини)
- психотерапију.

| Најчешћа стања и болести у којима се користи биофидбек терапија | Најчешћа стања и болести у којима се користи биофидбек терапија |
| --------------------------------------------------------------- | --- |
| Поремећаји понашања                                             | Анксиозност, депресија, фобије, паника, неки су од болести код којих се може применити биофидбек терапија. Међу ове поремећаје спадају и оремећаји школских вештина: учења, читања, писња, говора (муцање). При томе треба истаћи да се комбиновањем биофидбек методе са дефектолошким третманом код Неки поремећаји најбоље постиже жељени циљ, односно свеобухватна промена у школским вештинама. |
| Мигрена                                                         | Људи често траже биофеедбек и технике опуштања за лечење главобоље и мигрене, али студије о његовој ефикасности дале су различите резултате. |
| Инконтиненција                                                  | Једна од индикација за биофидбек терапију је уринарна и фекална инконтиненција која се спроводи кроз девет сеанси у трајању од 40 до 60 минута, под контролом обучене медицинске сестре у периоду од три до шест месеци. Једна студија показала је то биофидбек побољшава функцију мокраћне бешике и смањује симптоме уринарне инконтиненције у до 94%. |
| Аутизам                                                         | |
| Предменструални синдром (ПМС)                                   | |
| Несаница                                                        | |
| Премор                                                          | |
| Болести зависности                                              | |
| Гастеротестинални проблеми                                      | Хронични затвор: тим са Универзитета у Ајови открио је да је биофеедбек третман показао боље резултате у односу на употребу лаксатива за хроничну констипацију и да биофеедбек може успешно поново обучити мишиће који изазивају хронични затвор. Према речима главног аутора студије, „резултати показују да је побољшање пражњења црева могуће код скоро 80% пацијената путем биофеедбаека“. Ово су подржали истраживачи 2014. године, који су закључили да ће пацијенти са опстипацијом, било са или без синдрома иритабилног црева ИБС, „вероватно имати користи од терапије биофеедбацком“. Фекална инконтиненција: научници са Универзитета у Либеку у Немачкој открили су да је комбиновање електричне стимулације са биофеедбацк терапијом помогло пацијентима са фекалном инконтиненцијом. Они су у Међународном часопису колоректалне болести објавили да „постоји довољно доказа за ефикасност БФ (биофеедбацк) плус ЕС (електрична стимулација) у комбинацији у лечењу фекалне инконтиненције. Чини се да је АМ-МФ (амплитудно модулисана средњефреквентна стимулација плус БФ најефикаснији и најбезбеднији третман.” |
| Високи крвни притисак                                           | |
| Епилепсија                                                      | |
| Посттрауматски стресни поремећај                                | Неке врсте биофеедбек терапије могу помоћи пацијентима са посттрауматским стресним поремећајем (ПТСП). Међутим једна студија открила је да примена биофеедбека за регулацију варијабилности срца у стандардном третману ПТСП-а није донела никакву корист. Међутим, 2016. године научници су известили да је употреба ЕЕГ биофеедбека „значајно смањила симптоме ПТСП-а“ код 17 пацијената са ПТСП-ом. |

## Kомпликације
Биофидбек је веома сигурна и добро толерисана процедура која има минималне компликације. Ако се биофидбек користи све време током терапије, може доћи до пада учинка након његовог прекида. Стога је корисно практиковати исте технике без опреме за биофидбек као део укупног третмана за трајно побољшање. Ако пацијент не практикује технике често, онда третман може имати слабије резултате од планираних током времена и може захтевати поновну обуку.